# Nicanor Duarte Frutos
Óscar Nicanor Duarte Frutos, född 11 oktober 1956, var Paraguays president 2003–2008. Duarte Frutos representerar Coloradopartiet och efterträdde sin partikamrat Luis Ángel González Macchi efter fria val 2003.
Duarte Frutos är utbildad advokat och har även arbetat som lärare och journalist. Han var kultur- och utbildningsminister 1993-97 samt 1999-2001. 